# Nieuwe Kerksplein
Het Nieuwe Kerksplein is een plein in de Noord-Hollandse stad Haarlem. Het plein is gelegen in het Centrum en in de buurt de Vijfhoek. Het plein bevindt zich achter het Proveniershof dat is gelegen aan de Grote Houtstraat. Vanaf deze straat lopen twee toegangswegen in westelijke richting naar het plein; de Kerkstraat en de Korte Houtstraat. Andere zijstraten van het plein zijn; Lange Annastraat, Korte Annastraat, Oude Raamstraat, Nieuwe Raamstraat, Lange Raamstraat en de Doelstraat.
Op het plein bevindt zich de Nieuwe Kerk. Deze kerk dateert uit 1649 en is ontworpen door Jacob van Campen. De toren is van de hand van stadsarchitect Lieven de Key.